# Anna Döbling
Anna Lilith Maria Döbling, född 29 september 1958 i Stockholm, är en svensk vissångerska verksam även inom teater. 
Hon debuterade med sina egna låtar på scen 1998 och 28 mars 2007 kom det första soloalbumet Anna Döbling där speciellt sången "Maria-som-väntar" uppmärksammades. Soloalbumet Vem som helst släpptes i februari 2010. 2012 kom det tredje soloalbumet En gång hörde jag en melodi. Anna Döbling sjunger Barbro Hörberg i samband med att föreställningen Med ögon känsliga för allt - en berättelse om Barbro Hörberg hade premiär. Föreställningen har sedan dess spelats på turné över hela landet samt gästspelat på Åland och i Norge. Det fjärde soloalbumet Baserat på en sann historia släpptes 2016. På skivan finns huvudsakligen egna låtar.
Anna Döbling har bland annat spelat egna kabarémusikalen Den Mänskliga Faktorn på Scala-teatern. 
Döbling är också en av grundarna till Musikföreningen Lilith Eve, som är en förening för kvinnliga artister och låtskrivare.
Anna Döbling tilldelades Olrog-stipendiet 2004 med motiveringen "för ett konstnärskap, varligt, underfundigt och med glimten i ögat på poetisk upptäcktsfärd i vardagslivet med angelägna sånger i modern musikalisk dräkt." Hon erhöll även Konstnärsnämndens arbetsstipendium 2006 och 2007.
Anna Döbling tilldelades Konstnärsnämndens arbetsstipendium 2017.
Anna Döbling är också medlem av bandet Lill-Britt Siv tillsammans med Anna Eriksson, Maria Lindström, Lolita Ray. De uppträder under namnen Stil-Britt Fin, Lugn-Britt Loj, Grå-Britt Sträng och Loll-Britt Pop.
Döbling är gift med den finlandssvenska trubaduren Wesley Koivumäki.

## Diskografi
- 2007 – Anna Döbling
- 2010 – Vem som helst
- 2012 – En gång hörde jag en melodi
- 2016 – Baserat på en sann historia